# Aspen Review Central Europe
Aspen Review Central Europe (także Aspen Review) – anglojęzyczny kwartalnik poświęcony kwestiom politycznym, społecznym oraz kulturalnym Europy Środkowej.
Aspen Review Central Europe wydawane jest od 2012 w Pradze przez amerykański think tank Aspen Institute. Redaktorem naczelnym jest Aleksander Kaczorowski. W skład komitetu doradczego wchodzą m.in. Walter Isaacson, Jurij Andruchowycz, Michael Žantovský, Zbigniew Pełczyński, Petr Pithart, Mariusz Szczygieł. Kwartalnik ukazuje się w języku angielskim. Przez pierwsze dwa lata ukazywał się także po polsku i po czesku.
Czasopismo zawiera analizy, wywiady, komentarze, felietony dotyczące bieżących i osadzonych w szerszym kontekście tematów tyczących się polityki, społeczeństwa i kultury Europy Środkowej. Autorami są czołowi politycy, dziennikarze, intelektualiści, eksperci i naukowcy, głównie z państw regionu oraz Stanów Zjednoczonych, m.in. Artur Domosławski, Mikuláš Dzurinda, Toomas Hendrik Ilves, Jerzy Hausner, Robert Kagan, Iwan Krystew, Adam Leszczyński, Richard Pipes, Iveta Radičová, Timothy Snyder, Adam Traczyk czy Adam Balcer.
Poszczególne teksty są tłumaczone i publikowane w innych czasopismach.